# Церковь Благовещения Пресвятой Богородицы, что на Бережках
Благове́щенская це́рковь (также Церковь Благове́щения, что на Бережка́х) — православный храм в Москве, разрушенный в 1950-х годах.
О разрушенном храме ныне напоминает лишь построенный в XX веке полуциркульный в плане дом архитекторов, огибавший церковь с двух сторон.

## История
Издревле высокий берег реки Москвы, в настоящее время именуемый Ростовской набережной, назывался Бережками. Бережки начали активно заселяться в XV веке, в годы правления князя Василия I, с приездом в те земли ростовского архиерея. Уже в 1413 году была отстроена и освящена каменная церковь Благовещения Пресвятой Богородице. Храм быстро стал центром религиозной жизни Благовещенской слободы, образовавшейся вокруг архиерейского подворья.
Несколько позже, в годы правления Ивана III, слобода стала домом уже для ростовского митрополита Вассиана (Рыло) — боярина, писателя, а впоследствии монаха, духовного наставника Великого князя. Именно здесь был написан его самый известный труд — «Послание на Угру», посвящённый русским воинам, принявшим участие в Стоянии на Угре.
Храм неоднократно был сожжён, разорён и разрушен, но при этом каждый раз заново отстраивался. Об этом свидетельствуют записи в приходных книгах Патриаршего приказа на 1676 год, гласящие, что домовая церковь ростовских иерархов числится прибылой, то есть недавно построенной и имеющей один престол.
В 1685 году крупный пожар в очередной раз уничтожил церковь и всё подворье. Это стало поводом для строительства нового каменного сооружения. Тогда церковь и приняла окончательный вид. Освятили храм в 1697 году, но уже в качестве прихода. Это довольно странно, ведь упоминания о подворье имеются в церковной переписи 1722 года:

Ростовского архиерея загородный двор, за Смоленскими вороты, за Земляным городом, в Благовещенской слободе, с деревянным строением; на нем изба с сеньми, в ней живёт дворник…

В 1732—1737 годах к церкви пристроили трапезную и придел святителя Николая, а в 1765—1770-м трапезную расширили, появился ещё один придел — в память мученика Иоанна. В 1831—1837 годах храм обзавёлся колокольней и более крупной трапезной. Отличительной чертой церкви долгое время оставались непревзойдённый иконостас из белого мрамора и особо почитаемая Коневская икона Божией Матери.
В 1913 году праздновался 500-летний юбилей храма.

## Снос
Угроза полного разрушения храма возникла, когда было принято решение построить на набережной дом для членов Союза Архитекторов. Уникальный памятник русского церковного зодчества был в шаге от гибели. Однако Щусев, архитектор дома, разработал проект, не только сохраняющий церковь на прежнем месте, но и объединяющий оба строения в единый архитектурный ансамбль. Данный эффект достигался особой дугообразной формой дома. Полукруглый жилой дом в стиле сталинского ампира становился фоном для церкви.
Во второй раз угроза разрушения нависла над храмом уже в 1950-х. К началу 1960-х не стало самого бесхозного храма, чуть позже была уничтожена более «молодая» трапезная. Последней разрушили колокольню.
В мае 2007 года Общественный совет по архитектуре и градостроительству при мэре Москвы одобрил идею строительства пешеходного туристического маршрута Нескучный сад — Москва-Сити, значительный участок которого проходит по улице Плющихе и окрестным переулкам. Проект предусматривал в том числе и восстановление Благовещенского храма. В скорректированном и дополненном виде этот проект утверждён правительством Москвы в 2011 году, однако кризис 2008—2010 годов и отставка Лужкова помешали восстановить храм, а впоследствии проект его восстановления был и вовсе отменён.

## Церковь в искусстве
Живший неподалёку, в ныне не существующем доме № 11 по 7-му Ростовскому переулку, русский поэт Владислав Ходасевич упомянул церковь в одном из своих стихотворений.
Всю ночь мела метель, но утро ясно.

Ещё воскресная по телу бродит лень,

У Благовещенья на Бережках обедня

Ещё не отошла. Я выхожу во двор.

Как мало всё: и домик, и дымок,

Завившийся над крышей! Сребророзов

Морозный пар. Столпы его восходят

Из-за домов под самый купол неба,

Как будто крылья ангелов гигантских.

## Галерея

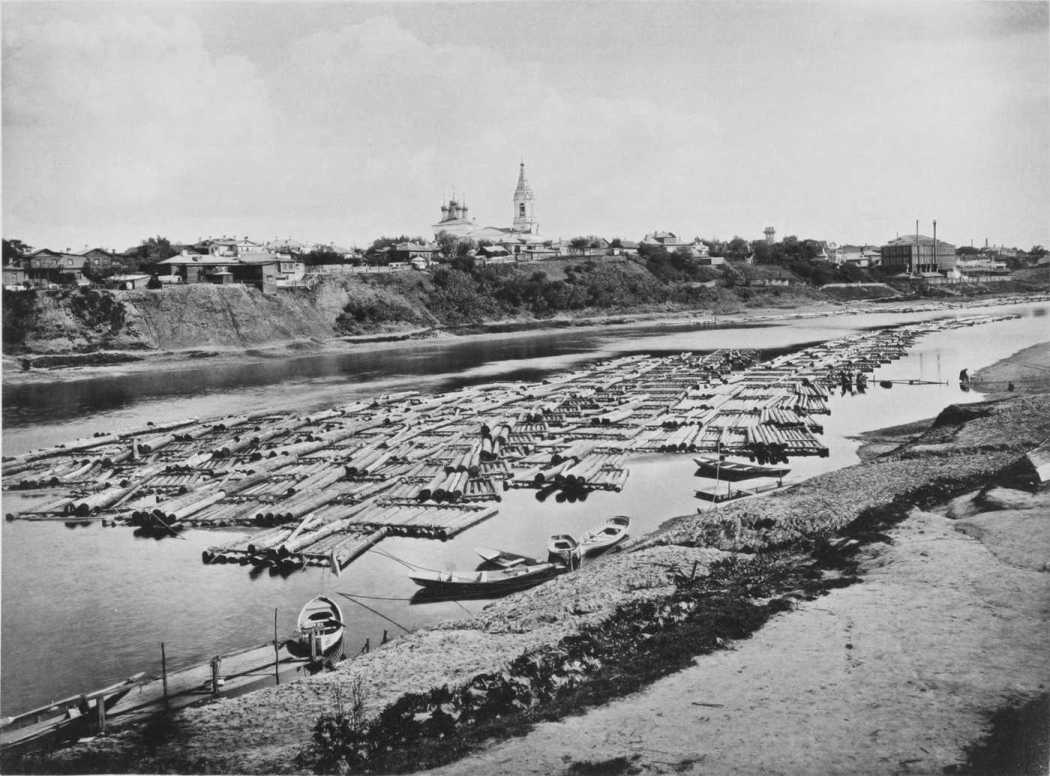
Благовещенская церковь в 1891
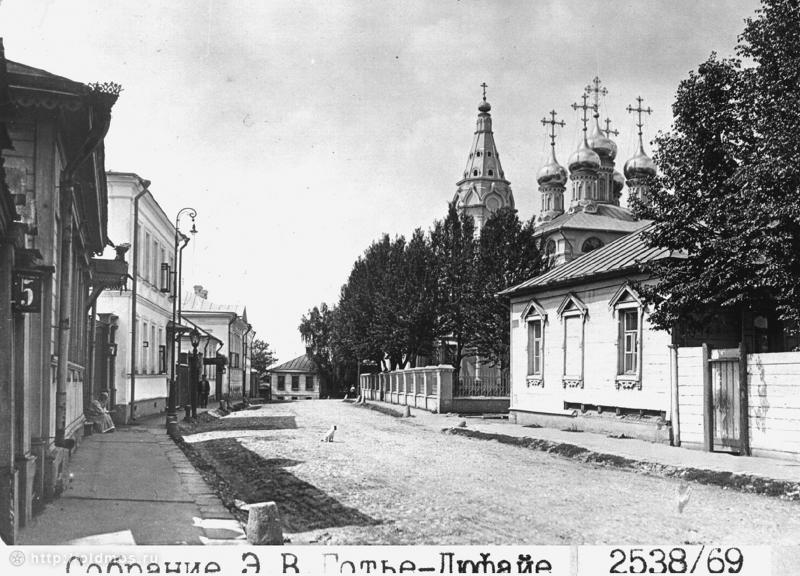
Вид из 6-го Ростовского переулка. 1913 год.
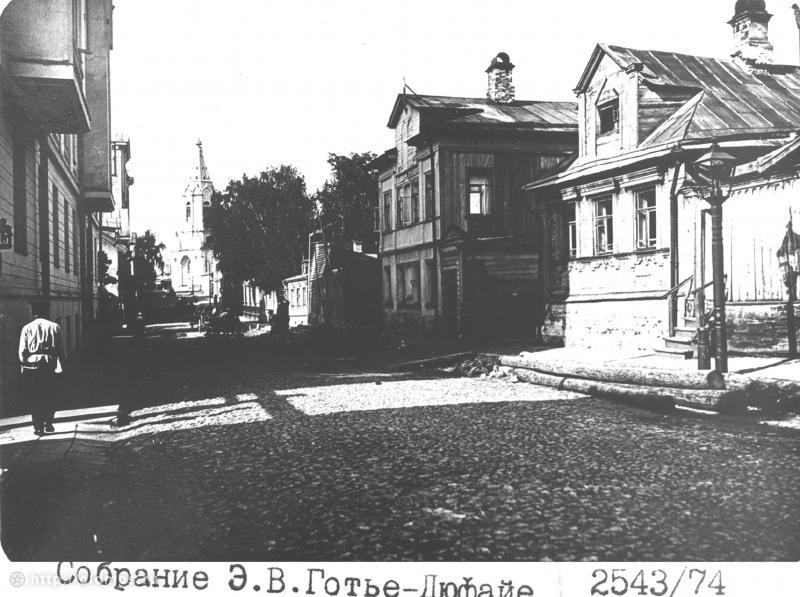
Вид из 7-го Ростовского переулка. 1913 год.
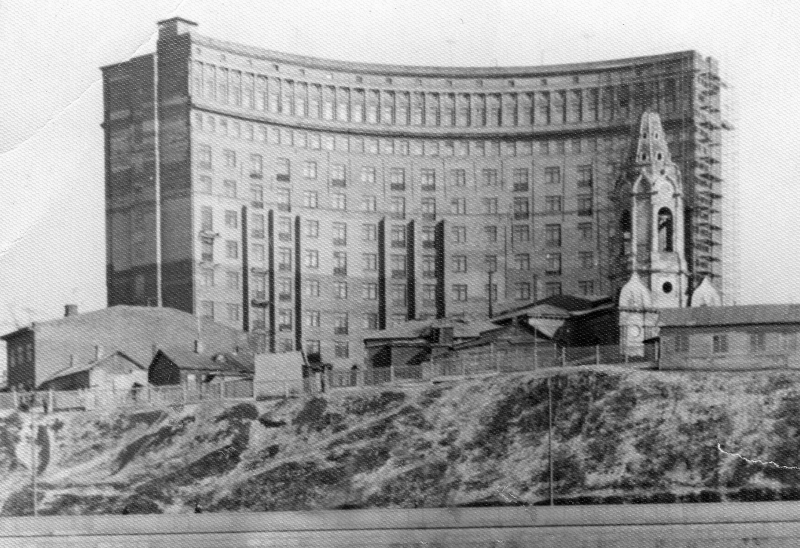
Строительство дома архитекторов в 1930-х.